# Мордерер Яків Соломонович
Мордерер Яків Соломонович — український організатор кіновиробництва.
Народ. 28 квітня 1912 р. в Києві в родині робітника. Помер 3 січня 1984 р. там же. Працював редактором і керівником виробництва Київської кіностудії ВУФКУ (1930—1938).
Знявся у фільмі «Накип» (1930). З 1962 р. — директор картини на «Київнаукфільмі».
Був членом Спілки кінематографістів України.